# 国鉄ED18形電気機関車
国鉄ED18形電気機関車（こくてつED18がたでんききかんしゃ）は、日本国有鉄道（国鉄）及びその前身である鉄道省が、旅客用電気機関車等の改造により製作した直流用電気機関車である。
ED18形には、その性格により下記の2種が存在する。本項においては、それぞれED18形 （初代）、ED18形 （2代）と呼称することとし、双方について記述するものとする。
1. 初代：鉄道省が1931年（昭和6年）から1935年（昭和10年）にかけて、ED52形4両を勾配線区の中央本線（新宿 - 甲府間）で使用する車両として、歯車比を増大する改造を施工して改番したもの（ED18 3 - 6）。
2. 2代：国鉄が1953年（昭和28年）から1955年（昭和30年）にかけて、ED18形（初代）1両及びED17形2両を線路規格の低い飯田線（飯田 - 辰野間）で使用する車両として、軸重軽減改造を施工し改番したもの（ED18 1 - 3）。

いずれも1925年（大正14年）の東海道本線東京 - 国府津間電化に際して、イギリスのイングリッシュ・エレクトリック社（English Electric & Co.,/英国電気）で製造され、輸入されたものを種車としており、ED17形やEF50形と同じく「デッカー」の一党である。

## ED18形（初代）

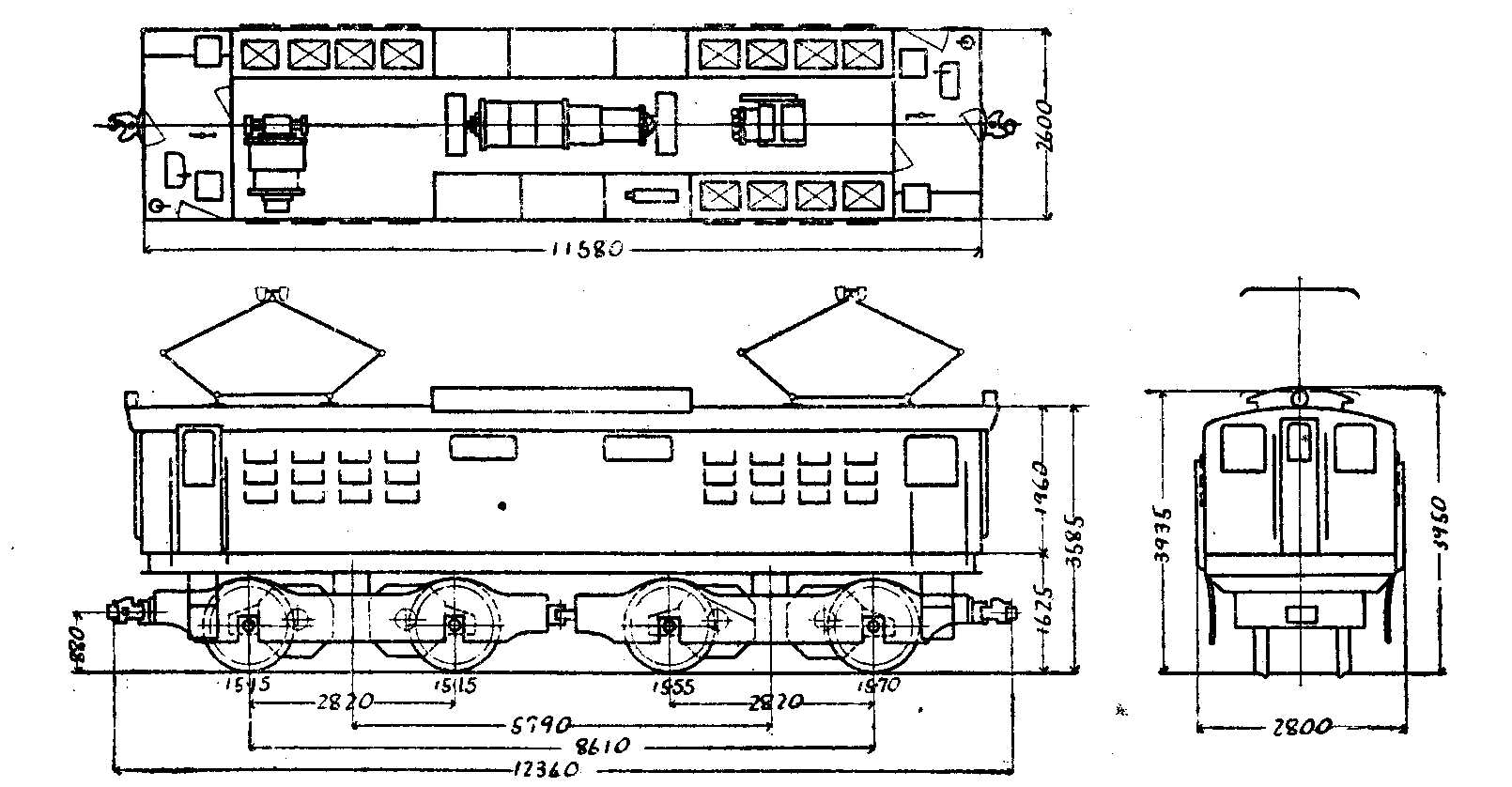
ED18形（初代）形式図

ED18形（初代）は、前述のように東海道線電化に際してイギリスから輸入されたED52形を、中央本線用として、1931年から1935年にかけて、歯車比の増大（2.56→4.33）改造を大宮工場（現在の大宮総合車両センター）において実施し、改番したものである。ED52形全6両のうち、3 - 6が改造の対象となり、改造後も元の車番を踏襲してED18 3 - 6となった。
ED50形とED52形は、この改造によって基本的に同形・同性能になったが、内部機器の配置が異なることから、ED17形と本形式に別れた。
1号機、2号機については、将来の改造に備えて欠番のままとされた。しかし、種車として想定されたED521, 2は、1943年（昭和18年）に同様の改造を受けたものの、ED18形にはならず、直接ED17形(22, 23)に改番されてしまった。
太平洋戦争後の1950年（昭和25年）、ED18 4 - 6の3両は、電気機器を国産のものに交換する装備改造を受け、ED17形（19 - 21）に編入された。残ったED18 3は、1953年（昭和28年）にED18形（2代）に改造された。

## ED18形（2代）
ED18形（2代）は、線路規格の低い飯田線北部地区で使用するため、軸重軽減改造をED18形（初代）及びED17形（旧ED50形）に対し、浜松工場において施工したものである。具体的には、戦前に製作されたDD10形電気式ディーゼル機関車が履いた台車の設計を基本とする、動軸間に軸重のみを負担する走軸を1軸追加した台車（HT62形。軸配置：A1A）を新製して、従来の台車と交換するという大掛かりなものである。
1953年に、ED18 3を種車として改造が行なわれたが、形式番号とも改められなかった。翌1954年（昭和29年）には、ED17 17を種車としてED18 1が、1955年にはED17 16を種車としてED18 2が改造落成し、所期のとおり中部天竜機関支区に配置され、飯田線でED19形とともに貨物列車牽引用に使用された。
1975年（昭和50年）に3号機が、1976年（昭和51年）に1, 2号機が貨物営業から撤退、1号機と3号機が廃車された。2号機は浜松工場の入換機に転用され、ED11 2を置き換えた。同機の車籍は1979年（昭和54年）に抹消され、一旦は形式消滅となった。ED62 14が入換機に転用された後は同工場で静態保存されていたが、1991年（平成3年）に佐久間レールパークに移された。
1992年（平成4年）、EF58形とともにトロッコファミリー号の牽引機に抜擢され、走行可能な状態に整備され営業復帰を果たしたが、2005年（平成17年）に故障により再び引退し、浜松工場に戻った。2009年（平成21年）3月31日付で除籍され、2011年（平成23年）3月からは、リニア・鉄道館で展示されている。